# 田根村
田根村（たねむら）は、滋賀県東浅井郡にあった村。現在の長浜市の南東部、北陸本線・河毛駅の東方一帯、田川の上流域にあたる。

## 地理
- 山岳：山田山
- 河川 ：田川、田根川、込田川

## 歴史
古来の田根荘（たんのしょう）に由来する。
- 1889年（明治22年）4月1日 - 町村制の施行により、木尾村・上野村・小室村・黒部村・竜安寺村・谷口村・北野村・力丸村・野田村・高畑村・池奥村・瓜生村・田川村・須賀谷村の区域をもって発足。
- 1954年（昭和29年）10月1日 - 湯田村・下草野村・七尾村と合併して浅井町が発足。同日田根村廃止。

## 交通

### 道路
- 北国西往還（現・国道365号）